# The Bad Sister
The Bad Sister és una pel·lícula estatunidenca dirigida per Hobart Henley i estrenada l'any 1931.

## Argument
Marianne Madison (Sidney Fox), filla aviciada d'un comerciant d'una petita ciutat d'Indiana (Charles Winningen), està tan avorrida de les atencions dels seus admiradors que s'enamora de Valentine Corliss (Humphrey Bogart), un brètol que es troba a la ciutat per estafar els comerciants locals. Amb la promesa de construir una pròspera fàbrica, Valentine enganya Marianne i la indueix a falsificar la signatura del seu pare en una carta que després farà servir per obtindre diners d'altres comerciants. Un cop ha amassat una quantitat de diners considerable, pensa a marxar de la ciutat i convenç Marianne per a fugar-se junts. Poc després, l'abandona en una atrotinada habitació d'hotel i Marianne és presa del remordiment. Mentre Marianne viu amb Valentine, la seua germana Laura (Bette Davis), la qual només ha confiat els seus més íntims sentiments al seu diari, revela al jove doctor Dick Lindley (Conrad Nagel) que fa anys que n'està enamorada, encara que sap que ell estima Marianne. Entristida i escarmentada, Marianne torna a casa i admet que la seua frívola conducta gairebé li ha arruïnat la vida. Per a evitar més escàndols, accepta la proposta de matrimoni d'un jove de molt bona posició (Bert Roach), al qual, fins llavors, havia mirat amb menyspreu. El doctor Lindley s'adona que només havia estat encapriciat de la coqueta Marianne i comprèn que estima la Laura.

## Crítica
- "El que comença com una tragèdia domèstica a Indiana acaba com una història vaga (...) sobre dues germanes que haurien d'haver sabut millor a què atenir-se. (...) Sidney Fox i Bette Davis, ja conegudes del Rialto, fan el seu debut al film com a Marianne i Laura Madison. (...) Fox ofereix una Marianne encantadora, però la seva delicada entonació anglesa queda lamentablement fora de lloc en Council City. La interpretació de Laura a càrrec de la Davis és massa lúgubre i tendeix a destruir la simpatia que s'espera que el públic tingui per la jove."[2]

## Repartiment
- Conrad Nagel
- Sidney Fox
- Bette Davis
- ZaSu Pitts
- Slim Summerville
- Charles Winninger
- Emma Dunn
- Humphrey Bogart
- King Baggot
- David Durand[1]

## Curiositats
- Gràcies a les seues actuacions teatrals a The Wild Duck, Broken Dishes i Solid South, es va oferir a Bette Davis una prova cinematogràfica que va donar com a resultat un contracte de sis mesos amb els Universal Studios. La idea de donar-li el paper protagonista en Slightly Dishonorable, de Preston Sturges, va ser abandonada després que Carl Laemmle Jr. la conegués i exclamés: "Té tant de sex-appeal com Slim Summerville!". Utilitzant-la en els sis mesos que durava el contracte, Universal Studios la va incloure en el repartiment com a actriu secundària, al costat de Sidney Fox, a The Bad Sister, la qual esdevindria la primera pel·lícula de Bette Davis.[1][3]